# فولغا فولغا
فولغا فولغا (الروسية: Волга-Волга) هو فيلم سوفيتي كوميدي أنتج عام 1938 ومن إخراج غريغوري ألكساندروف.

## معرض صور

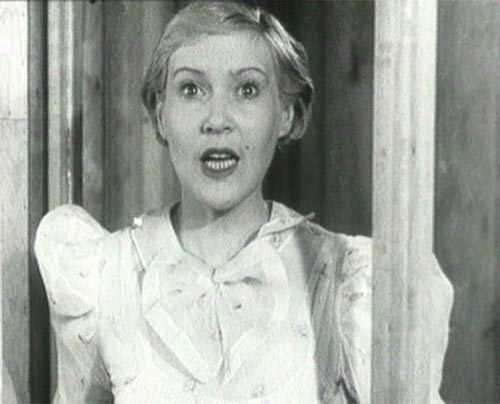
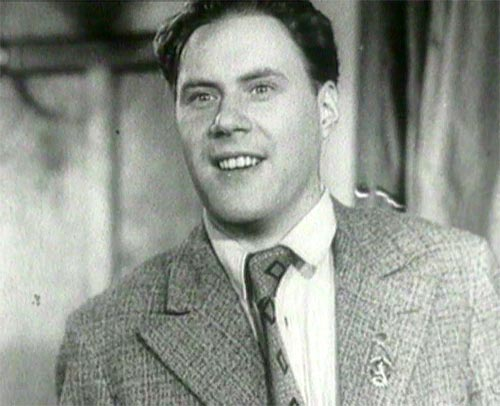
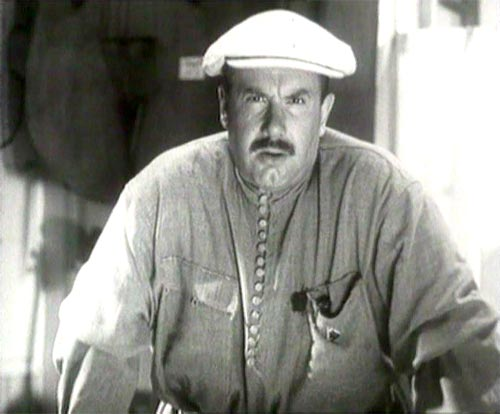
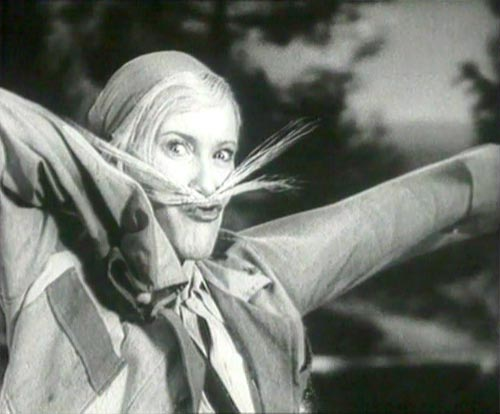
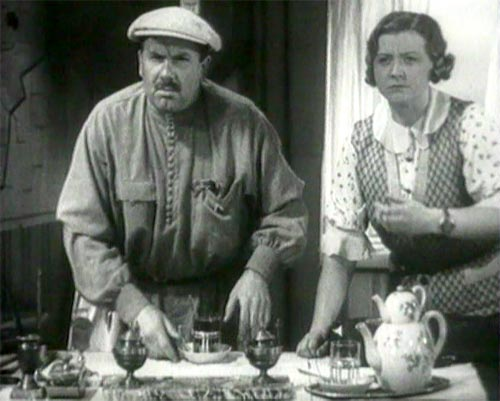

## وصلات خارجية
- فولغا فولغا على موقع IMDb (الإنجليزية)
- فولغا فولغا على موقع روتن توميتوز (الإنجليزية)
- فولغا فولغا على موقع ألو سيني (الفرنسية)
- فولغا فولغا على موقع أول موفي (الإنجليزية)
- فولغا فولغا على موقع فيلمافينيتي (الإسبانية)
- فولغا فولغا على موقع قاعدة بيانات الفيلم (الإنجليزية)
- فولغا فولغا على موقع ليتربوكسد (الإنجليزية)
- فولغا فولغا على موقع كينوبويسك (الروسية)